# Aljmaš (Bačko-kiškunska županija, Mađarska)
Aljmaš ili Bačaljmaš (mađarski: Bácsalmás, srpski: Аљмаш, njemački: Almasch) je gradić u južnoj Mađarskoj u Bačko-kiškunskoj županiji.
Hrvati Bunjevci ovaj gradić zovu Aljmaš, dok Aljmaš u Hrvatskoj zovu Bili Aljmaš.

## Upravna organizacija
Sjedište je aljmaške mikroregije. U Aljmašu se nalazi jedinica Hrvatske manjinske samouprave u Republici Mađarskoj, a osim njih, i Romi i Nijemci imaju manjinsku samoupravu u Aljmašu.
Poštanski broj je 6430.
1952. godine su iz sastava Aljmaša izdvojeni dijelovi nekoliko naselja i formirano je selo Prlković. 
1986. godine je Aljmaš dobio status grada.
Aljmašu pripadaju i naselja Smiljevac (mađ. Bácsalmási tanyák), Duboka (mađ. Doboka), Halmoš (mađ. Óalmas) i druga.

## Povijest
U srednjem vijeku, stanovnici krajeve u aljmaškoj okolici su bili Slaveni i manje skupine Avara.
Nakon što su doselili Ugri u ove krajeve, isti uvelike asimiliraju mjesne starosjeditelje.
Postoje arheološki dokazi o brojnim malim selima na ovom području u srednjem vijeku.
Kasnije, u 15. stoljeću, je ovo područje bilo vlasništvom Janka Hunjadija.
Dolaskom Turaka, izvorno stanovništvo nestaje iz raznih razloga, a nadomještaju ga Hrvati iz skupine Bunjevaca (došlih s područja Bosne i sjevernog hrvatskog primorja.
Selo se prvi put poimence spominje 1543. godine u spisima Kalačke nadbiskupije.
17. stoljeće bilježi postojani pritok Hrvata u ove krajeve, a predvodili su franjevci iz Bosne. Zadnju veliku skupinu Hrvata koja je doselila, onu iz 1687. godine su predvodili kapetani Dujam (Duje) Marković i Juraj Vidaković.
Turskim porazom u bitci kod Sente, Aljmaš je došao pod Habsburšku Monarhiju, unutar koje je kasnije bio upravno pripadao Vojnoj krajini.
1772. godine selo je dobilo Urbarium koji je bio napisan na hrvatskom jeziku, a odražavao je ondašnje većinsko stanovništvo.
Mjesni Hrvati, koji su bili velika zajednica u selu su bili iz skupine Bunjevaca.
Urbarium je bio za zemljoposjednike u selu, čije je stanovnike činilo 72 Hrvata, 11 Mađara, 3 Slovaka i 2 Roma. 
1780-ih, Habsburgovci su naselili 195 njemačkih obitelji u Aljmaš. Većina naseljenika je bila iz Švapske, Elzasa i Mainza. Tim velikim naseljavanjem su su Nijemci postali većinom u selu, a tako je ostalo sve do 1945. godine.
Idućeg desetljeća, zemljišta su dobile obitelji koje nedavno postale plemenitaškima, a bile su iz okolice, kao što su mađarske obitelji Németszeghy i Koronay te hrvatske obitelji Antunović, Rudić, Kovačić i Šišković.
U 19. stoljeću, grad je postao središtem vinske i žitne proizvodnje, a proizvodi su se izvozili uglavnom u Austriju i Češku. Također je postao i važnim prometnim mjestom. Nakon što se izgradila željeznička mreža po Mađarskoj, Aljmaš se našao na čvorištu, što je sve skupa pridonijelo tome da je Aljmaš mnogo prosperirao.
Iako je kao posljedica svega toga imao i razvijeni obrtnički sloj stanovništva, koji je opsluživao okolicu, zadržao je seoske osobine.
Nakon Prvog svjetskog rata, Aljmaš se nakon Trianonskog sporazuma našao u Mađarskoj, no blizu granice s Jugoslavijom.
Drugi svjetski rat je dočekao s 13.000 stanovnika (1941.), od čega su dvije trećine činili Nijemci, podunavske Švabe.
1945. i 1946. godine nove vlasti u Mađarskoj su prognale Nijemce, a doselili su Mađare iz Slovačke radi nadomještanja praznine koja je nastala. Nemađarske etničke skupine su tijekom socijalizma u Mađarskoj bile asimilirane.
1986. godine je Aljmaš postao gradićem s više od 8 tisuća stanovnika. Gašenjem nekih industrija i reformama u poljodjelstvu, gradić je izgubio dio svog stanovništva. Danas se Aljmaš bori s gospodarskim poteškoćama nastalih zbog padajuće gospodarske grane, poljodjelstvu, ali alternative se nije našlo. Stanje je pogoršalo se time što su privatizirane kooperantske farme ranih 1990-ih i mjesne državne farme nagomilale velike dugove.

## Promet
U Aljmašu se nalazi nekoliko željezničkih postaja.

## Kultura
Nekad je bilo omiljenim mjestom hodočašća bunjevačkim Hrvatima.
Danas od kulturnih manifestacija, Hrvati iz Aljmaša održavaju Veliko bunjevačko prelo, zatim Dane zbratimljenih gradova te obilježavaju Spomen-dan Ante Evetovića i Spomen-dan Ivana Antunovića.

### Obrazovanje
Školovanje na hrvatskom jeziku za hrvatsku manjinu je kao i u Dušnoku, Baji, Baćinu, Bikiću i Kaćmaru, je organizirano tako, da se hrvatski jezik predaje kao predmet i to 4 odnosno 5 sati tjedno, i to u nižim razredima (1. – 4.).

## Poznate osobe
- Matija Evetović (1894. – 1972.), hrv. književnik
- Ivan Evetović (1860. – 1923.), hrv. kulturni radnik
- Franjo Piuković (1880. – 1967.), hrv. kulturni radnik

## Zanimljivosti
Novinar i književnik János Csuka u svom djelu A délvidéki magyarság története 1918-1941 je naveo, i to po imenima, izaslanike Bunjevaca, koji su sudjelovali 22. rujna 1919. godine na Pariškoj mirovnoj konferenciji, a među njima je bio i izaslanik i iz ovoga sela.

## Stanovništvo
Po popisu od 2001. godine, Mađari su većina. U Aljmašu još živi 3% Nijemaca, 1,6% Hrvata, 0,9% Roma, 0,3% Srba, 0,2% Rumunja i ostali. Rimokatolika je 74%, kalvinista je 7%, luterana 0,4%, grkokatolika 0,3% te ostalih.

## Vanjske poveznice
- (mađ.) Službene stranice